# دبليو 3 إم
دبليو 3 إم هو متصفح ويب نصي مفتوح المصدر يستخدم واجهة سطر الأوامر لتصفح الإنترنت. يتميز دبليو 3 إم بسرعته وبساطته في الاستخدام، كما يدعم العديد من تنسيقات المستندات والصور، ويسمح للمستخدم بتصفح الصفحات بسهولة باستخدام أوامر من سطر الأوامر، مثل الانتقال إلى الصفحة التالية أو السابقة والتحرك داخل الصفحة والتمرير، كما يمكن استخدامه لعرض ملفات النص العادية والبريد الإلكتروني وعرض الصور في وضع النص. ويعتبر دبليو 3 إم مناسبًا بشكل خاص للمستخدمين الذين يرغبون في تصفح الإنترنت عبر واجهة سطر الأوامر بدلاً من واجهة المستخدم الرسومية.